# Ozarba consanguis
Ozarba consanguis là một loài bướm đêm trong họ Noctuidae.